# Archipolydesmus bedeli
Archipolydesmus bedeli es una especie de miriápodo de la familia Polydesmidae, endémica del centro de la España peninsular; se encuentra en montanos de la Sierra de Guadarrama.